# Johann Baptist Joseph Bastiné

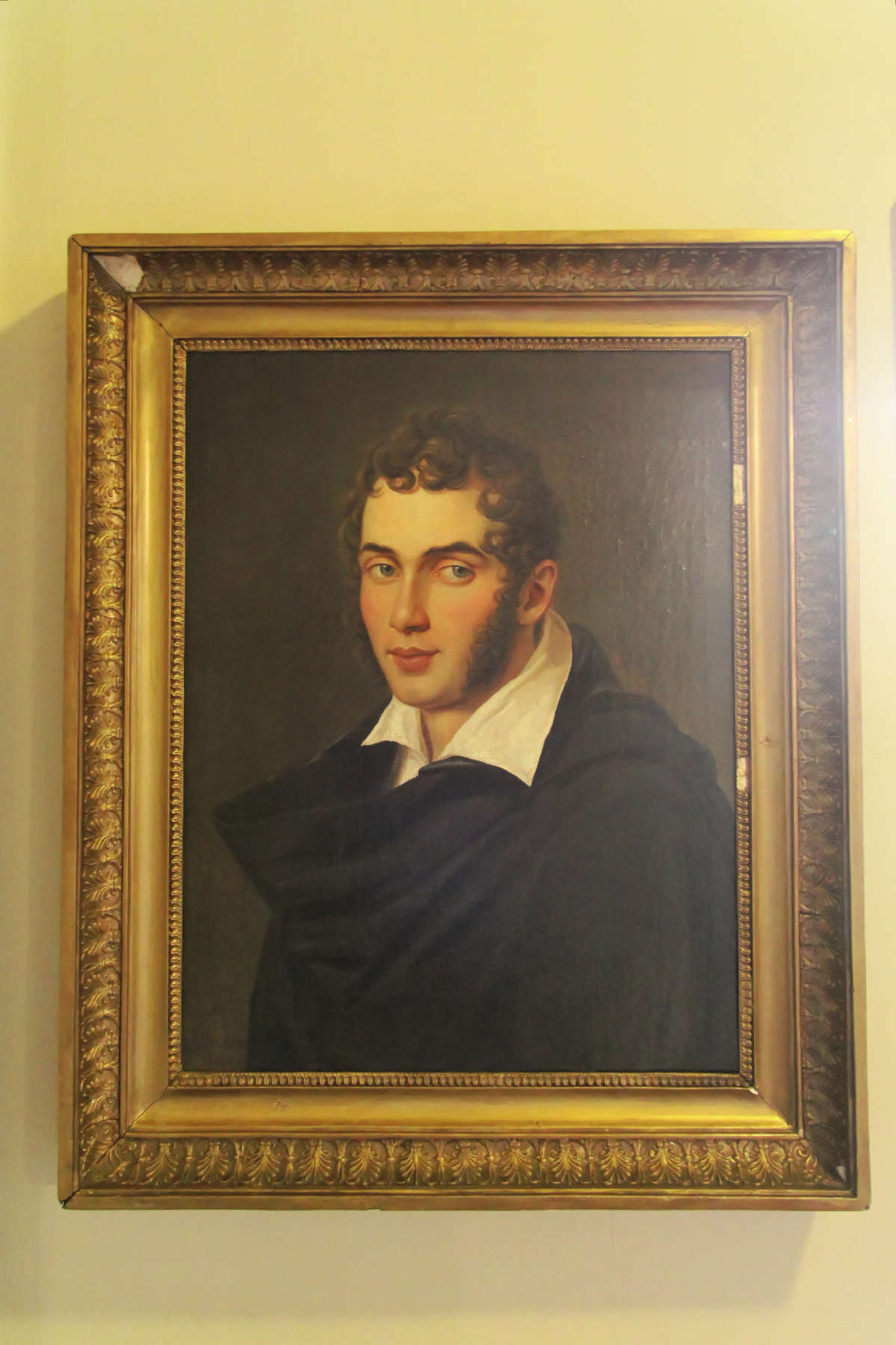
Selbstbildnis Bastinés von 1812, Couven-Museum in Aachen

Johann Baptist Joseph Bastiné (* 13. Mai 1783 in Löwen; † 14. Januar 1844 in Aachen) war ein flämisch-deutscher Maler und Gründer der Aachener Zeichenschule (1811–1844).

## Leben und Wirken
Johann Baptist Joseph Bastiné erhielt in den Jahren 1802/03 seine Ausbildung an der Löwener Akademie der Schönen Künste und ab 1804 in Paris bei Jacques Louis David. Einige Jahre später zog er nach Aachen, wo er im Jahr 1811 seine Zeichenschule gründete, die zu einer „kleinen Akademie“ avancierte. Noch im gleichen Jahr heiratete er Theresia van Vlasselaer. In seiner Zeichenschule wurden vor allem Porträts gezeichnet, ferner die so genannten Vorlegeblätter sowie Studien aus der Pariser Zeit als auch neueren Datums, schließlich noch Skulpturen, die er selbst modellierte. Seine selbst angefertigten Repliken antiker Skulpturen und seine Wertlegung auf das Naturstudium führten seine Zeichenschüler auf ein hohes Niveau. Darüber hinaus erteilte er von 1814 bis 1844 am Aachener Kaiser-Karls-Gymnasium Zeichenunterricht. Anlässlich des Monarchenkongresses erstellte er 1818 das Vorhanggemälde für die Instandsetzung des alten Komödienhauses.
Bastiné bezog zunächst eine Zwei-Zimmer-Wohnung im Erdgeschoss des ehemaligen Schauspielhauses auf dem Katschhof, unmittelbar neben dem von der Theaterdirektion zum Bemalen der Dekoration benutzten Saal. Im Jahr 1826 ließ er sich dann ein Haus auf der Theaterstraße 16 erbauen, welches von Stadtbaumeister Adam Franz Friedrich Leydel persönlich am 13. Juli 1826 genehmigt wurde. Leydel bezeichnete dieses Haus als eine für einen Künstler angemessene Wohnung.
Zu Beginn seiner Zeit in Aachen waren neben ihm noch die Historien- und Landschaftsmaler Johann Ferdinand Jansen und Aegidius Johann Peter Joseph Scheuren in Aachen tätig. Später, im Jahre 1843, existierten dann noch die Porträtmaler Eduard Johann Nikolaus Istas, Johann Caspar Nepomuk Scheuren und Carl Schmid. Bastiné selbst schuf sich mit seinen Werken in diesem Umfeld einen verdienstvollen Ruf als Historien-, Porträt-, Landschaftsmaler und Modellierer. Zu seinen Freunden zählte er Friedrich Wilhelm von Schadow.
Zu Bastinés bekanntesten Schülern zählen unter anderem Alfred Rethel, Heinrich Franz Carl Billotte, Louis Schleiden, Aloys Hubert Michael Venth, Friedrich Thomas sowie der Historienmaler und Bildhauer Johann Peter Götting, der spätere Direktor der Kunstakademie Lüttich, August Adolf Chauvin, und der Landschaftsmaler Peter Ludwig Kühnen.
Johann Baptist Joseph Bastiné verstarb 60-jährig am 14. Januar 1844 in Aachen. Der Gründer der renommierten Aachener Zeichenschule und Porträtist von weit über 52 bekannten Werken fand seine letzte Ruhe in einem Reihengrab auf dem Aachener Ostfriedhof.

## Ausstellungen
Am 4. November 1833 präsentierte Bastiné seiner Königlichen Hoheit Friedrich Wilhelm IV. im Krönungssaal des Aachener Rathauses sein Kunstwerk Familie Jakob Richard Blees aus dem Jahr 1828. Im Spätsommer des Jahres 1837 nahm Johann Baptist Joseph Bastiné an der vierwöchigen ersten Aachener Gemäldeausstellung zeitgenössischer Künstler mit seinem Genre-Bild Nr. 8 Ein Knabe mit einem Maikäfer teil. Auch zwei Jahre später stellte er im Kölner Gürzenich Genrebilder zum Verkauf aus. Sie werfen einen besonderen Blick auf seine Thematik:

## Stil

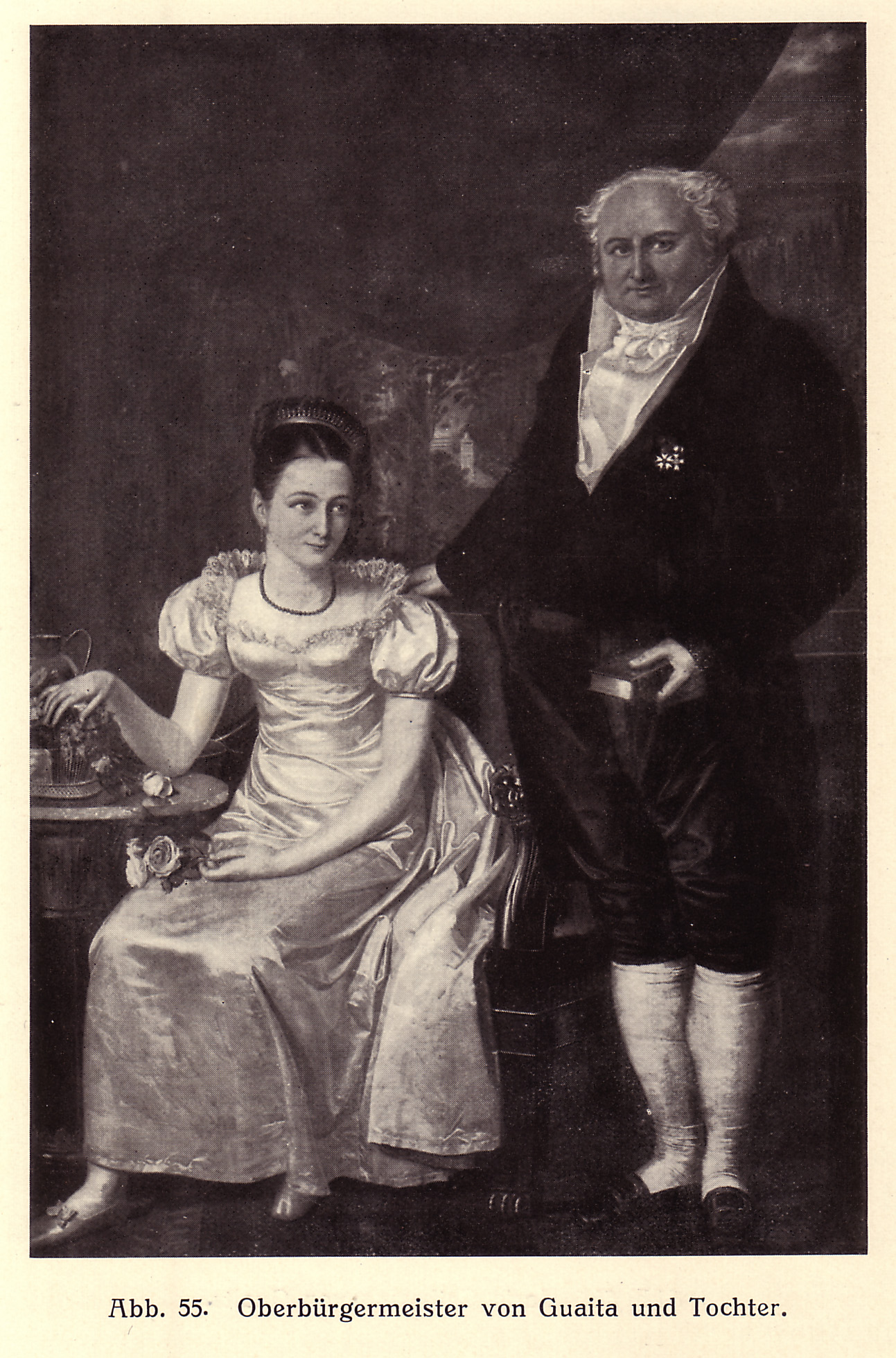
Porträt Oberbürgermeister von Guaita und Tochter, 1817

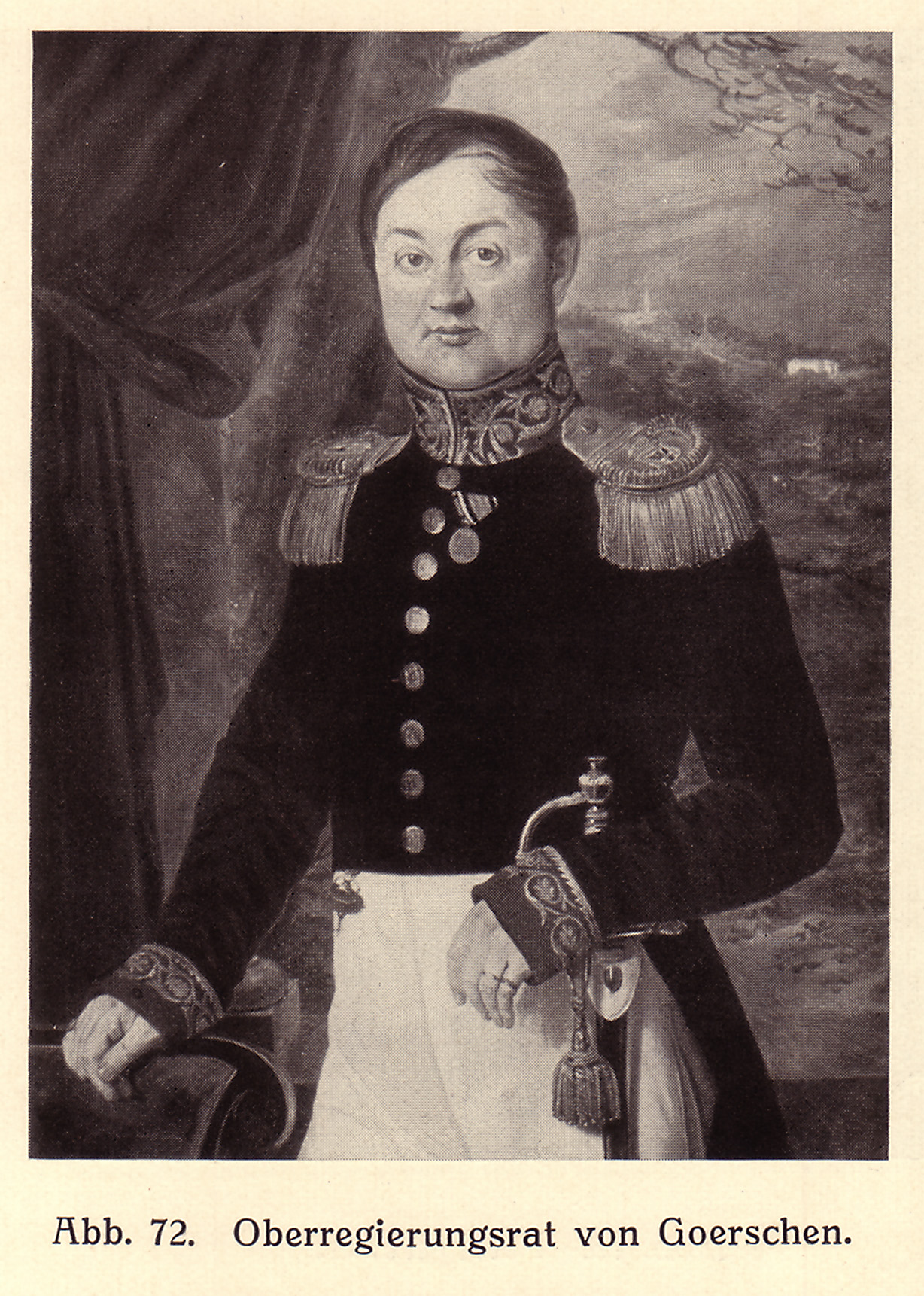
Porträt Karl Heinrich von Görschen, um 1830

Der Museumsdirektor Felix Kuetgens spürte in den Porträts von Bastiné besonders in dem des Tuchfabrikanten Ignaz van Houtem d. Ä. aus dem Jahre 1817 mehr Verwandtschaft mit Jean-Auguste-Dominique Ingres als mit David. Er bezeichnete Bastinés Porträt Oberbürgermeister von Guaita und Tochter als das einzige „monumentale Doppelbildnis zu dieser Zeit im Rheinland“. Bastiné porträtierte den ersten Aachener Oberbürgermeister der Jahre 1814–1820 Cornelius von Guaita und seine Tochter Maria Catharina Josepha im Jahre 1817.
Ab 1818 wurde Bastinés Stil pittoresker. Kuetgens vermutete einen englischen Einfluss auf Grund des 1818 in Aachen stattgefundenen Monarchenkongresses. Für den „höfischen Bildberichterstatter“ Sir Thomas Lawrence (1769–1830) wurde im Aachener Rathaussaal ein Atelier eingerichtet. Die dortigen Gemäldeausstellungen der englischen Künstler Lawrence und des ebenfalls mitgereisten George Dawe (1781–1829) boten nicht nur Bastiné, sondern auch dem 17-jährigen Billotte Möglichkeiten zum Studium dieser Porträts. Als Folge dieser Ereignisse beobachtete Bastiné den Kaiser Franz II./Franz I. von Österreich während des Kongresses und es entstand daraufhin sein Porträt Kaiser Franz I. In Bastinés Porträt Stadtbaumeister Leydel aus dem gleichen Jahre sah Kuetgens ebenso den Einfluss von Lawrence.
Ab 1824 vollzog sich bei Bastiné ein Stilwandel. Allmählich wich bei ihm der klassizistische Stil mehr und mehr dem Realismus der Biedermeierzeit. Bastinés Bild-Hintergründe waren entweder neutral oder sie sie zeigten attributive Landschaften. „Die Maltechnik geht mehr auf die Durchbildung des Einzelnen und Kleinen aus, verfeinert sich noch in stofflicher Charakterisierung und erhält einen bisher nicht gekannten Grad von Glanz und Glätte“. In diese Zeit fällt beispielsweise Bastinés Porträt über den Aachener Geheim- und Oberregierungsrat Karl Heinrich von Görschen, welches im so genannten „Görschenzimmer“ in Schloss Vaalsbroek aufgehängt ist.
Bastinés Genrethemen fanden sich als Einzeldarstellungen und in seinen Familienbildnissen. Er platzierte seine Modelle meist auf ein erhöhtes Podium, während er selbst auf ebener Erde vor der Staffelei stand oder saß, wodurch das Auge des Modells auf ihn herabblickte. Diesen Kunstgriff, den er häufig anwendete, hatte er sich in Paris angewöhnt.
Ab 1835 hatte der ehemalige Davidschüler mit der Entwicklung vom Klassizismus zum Realismus schließlich seinen eigenen Stil entworfen. Bastiné signierte nicht alle seine Gemälde, stattdessen setzte er adäquate Attribute für den Beruf seiner Porträtierten.

## Werke (Auswahl)

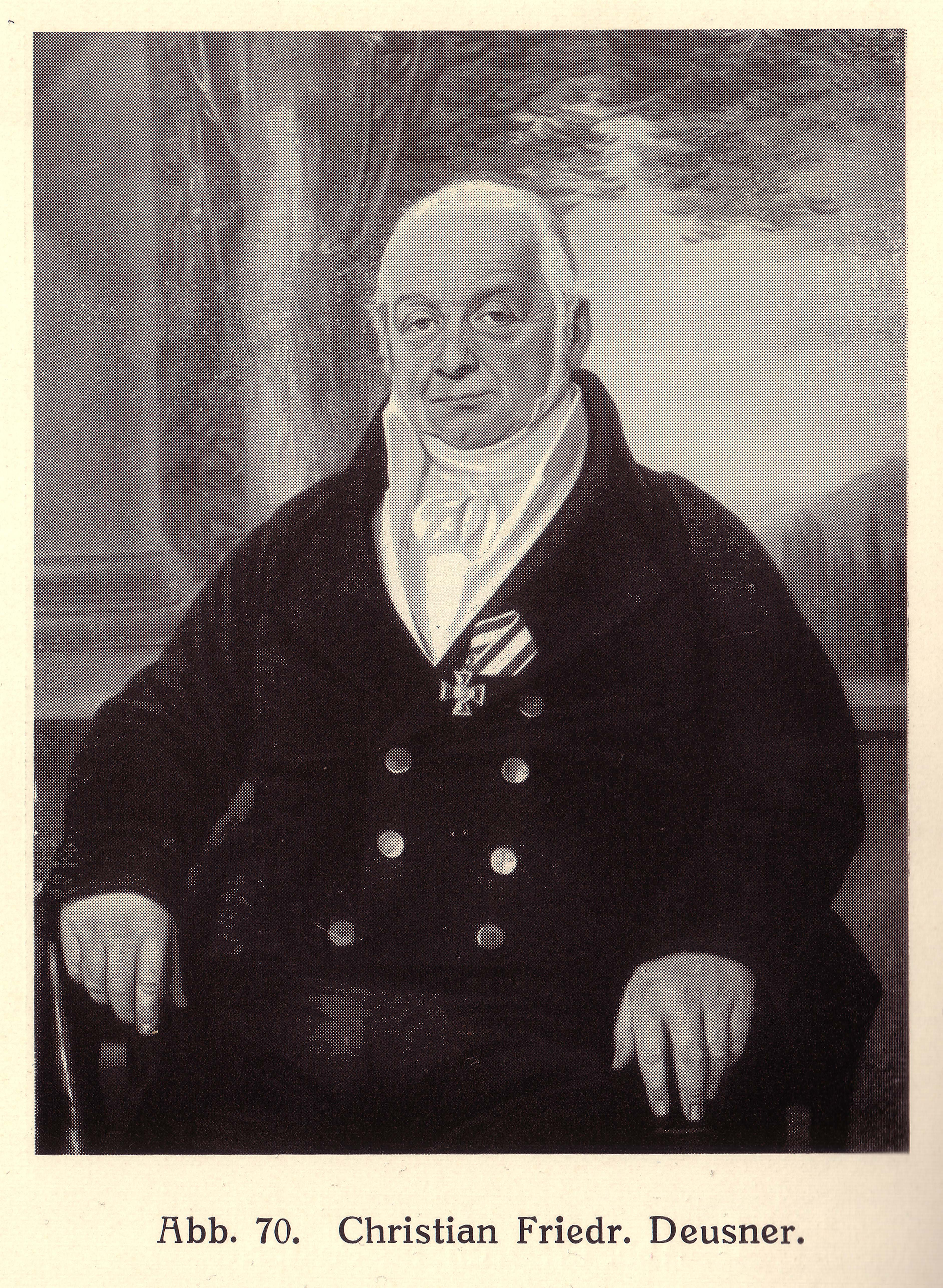
Porträt Christian-Friedrich Deusner, 1821

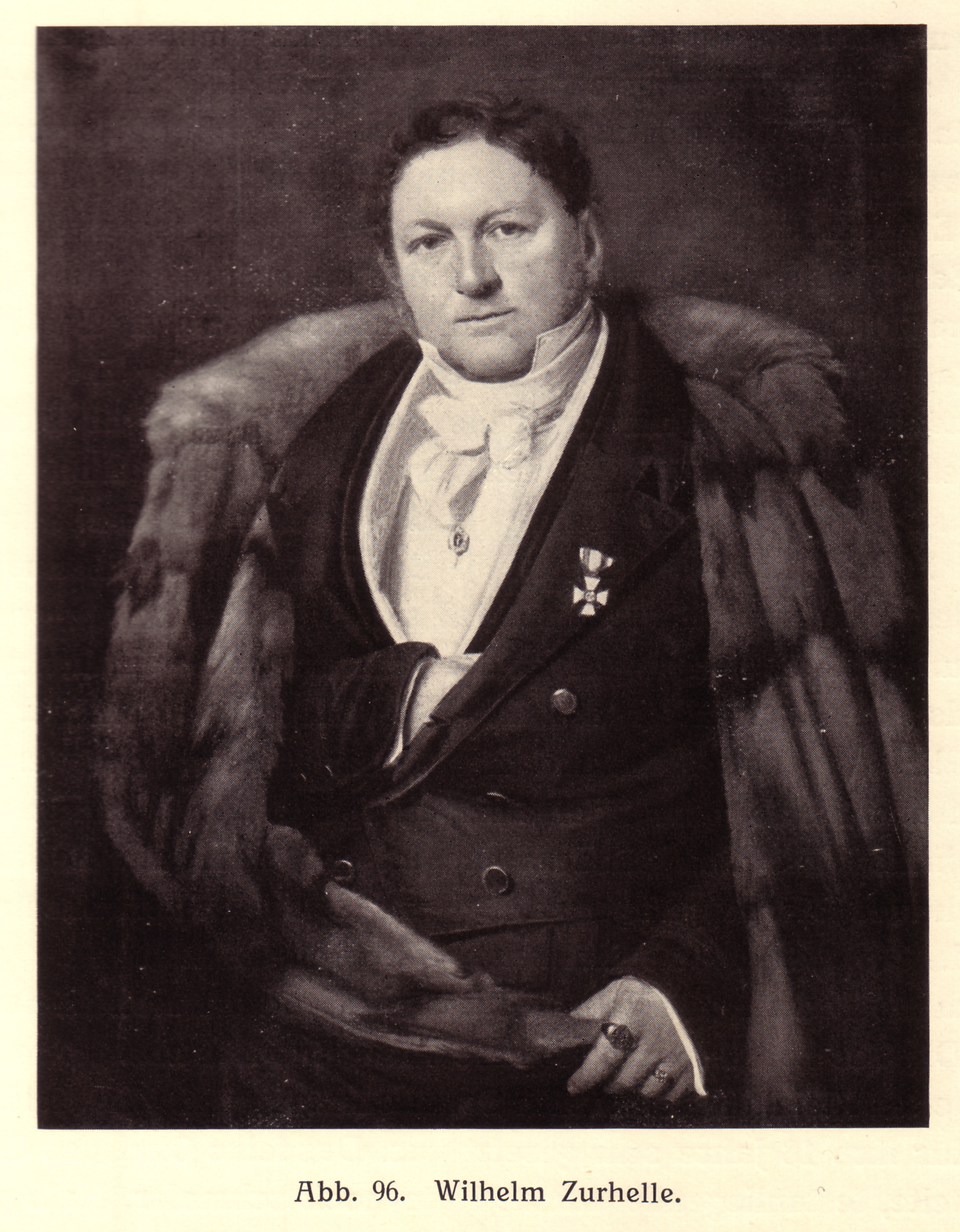
Porträt Wilhelm Zurhelle, um 1839

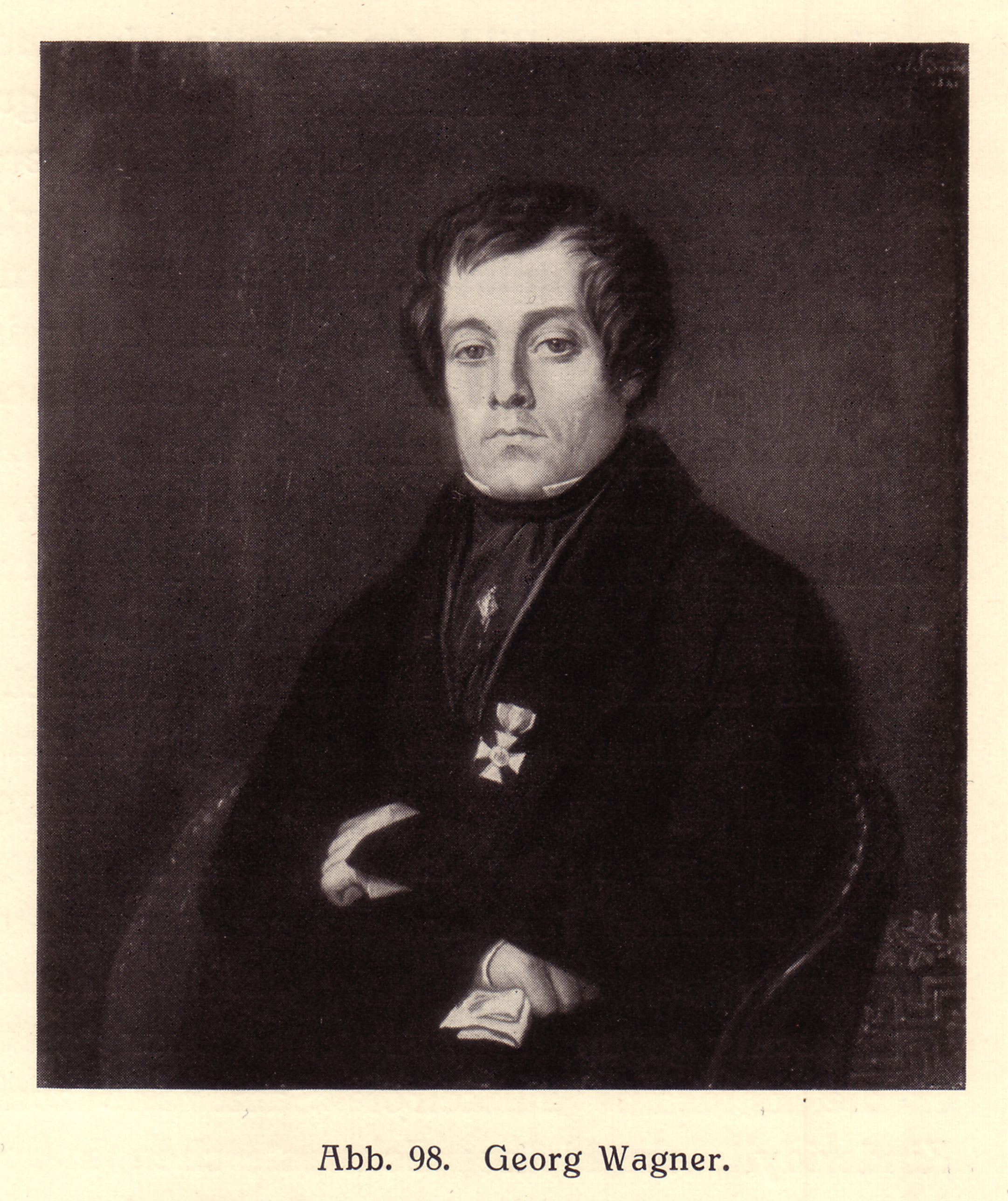
Porträt Georg Wagner, um 1840

- Rückkehr des Tobias, vor 1811[22]

Seine Reminiszenz an David und Anleihen bei Salvator Rosa sind offensichtlich. Dieses einzelne Schulwerk steht zu Beginn seines tradierten Oeuvres, das Tendenzen des Klassizismus, Biedermeier und Realismus aufweist.
- Iganz van Houtem d.Ä. 1817
- Kaiser Franz II., 1818
- Stadtbaumeister Leydel, 1818
- Baumeister Andreas Hansen und seine Ehefrau Alexandrine geb. Denis, 1823
- Christian Friedrich Deußner, Öl auf Leinwand, 1821

Deußner (1756–1844) ist Tuchfabrikanten und Präsident des Club Aachener Casino. Den Porträtierten charakterisiert sein Roter Adlerorden.
- Oberbürgermeister Cornelius von Guaita und Tochter, 1817
- Mädchen im weißen Kleid mit einer weißen Rose. Öl auf Leinwand, Format 46 × 36,5 cm, 1826
- Familie Jakob Richard Blees, 1828.
- Le petit berger admonté, Öl auf Leinwand, Maße 23,5 × 27 cm.
- Bildnis einer älteren Dame in Öl auf Leinwand
- Mädchen, welches einem Vogel singen lehrt Auf Leinwand hoch 1‘10‘‘ breit 1‘4‘‘.
- Der kleine Verwundete Auf Holz hoch 1‘3‘‘ breit 16‘‘.
- Das Mädchen mit dem Apfel Auf Leinwand hoch 1‘2‘‘ breit 11‘‘.
- Ein Knabe mit einem Maikäfer Auf Holz hoch 11‘‘, breit 10‘‘.
- Der Verlobungsring Auf Leinwand hoch 2‘4‘‘ breit 1‘11‘‘.
- Des Räubers Gattin das Kind begrabend Auf Leinwand breit 1‘11‘‘ hoch 1‘7‘‘."[23]
- Geheim- und Oberregierungsrat Karl Heinrich von Görschen, um 1830
- Wilhelm Zurhelle, um 1839, Tuchfabrikant, Kommerzienrat und Präsident des Club Aachener Casino
- Georg Wagner, um 1840, Tuchfabrikant und Präsident des Club Aachener Casino
- Ziegelei, nach 1840, Zeichnung auf Pappe.

Als 1839 die Aktivitäten seiner Schüler in puncto Porträtmalerei zunahmen, wandte sich Bastiné selbst mehr der Landschaftsmalerei zu. Es entstanden Landschafts-Miniaturen auf Holztafeln. Nach 1840 griff er mit der Ziegelei auf Pappe das Zeitthema Industrie auf, das sein Schüler Rethel 1834 mit seinem Werk-Porträt der Harkortschen Fabrik auf Burg Wetter an der Ruhr bildnerisch thematisierte und initiiert hatte.
- Porträt des Aachener Bürgers Joseph Beissel d.J., 1842[26] Brustbild vor unifarbenen olivgrünen Hintergrund.

Der Dargestellte ist in Gehrock und Weste gekleidet. Ungewöhnlich ist die rechteckige Form seines Monokels, dem Zeichen gehobenen Bürgertums. Bastinés Lehrer ist offenkundig. Jedoch fehlte ihm die Verve von David, wie ein Vergleich mit Davids Spätwerk Ramel de Nogaret 1820 beweist. Es ist gemäß dem Zeitstil pittoresker. Die kleine Holztafel entstand 1842 als eines der letzten seiner Porträtwerke. Im 21. Jahrhundert wird das Beissel-Porträt auf der weltweiten Edition von Kunstauktionen aufgelistet.
- Portikusrelief Theater Aachen

Im Jahr 1900 wies Alfons Fritz nach, dass von Bastiné auch der Entwurf für das Portikus-Relief des Aachener Stadttheaters stammte. Bastiné hatte dazu eine große Zeichnung nach einer Skizze von Karl Friedrich Schinkel angefertigt.